# Alfred Baumgarten (Eisenbahner)
Alfred Baumgarten (* 14. Juni 1875 in Euskirchen; † 30. April 1951 in Hamburg) war ein deutscher Eisenbahnbeamter. Er gilt als Schöpfer des modernen Kursbuchs.

## Leben
Der studierte Bauingenieur trat 1902 in den Eisenbahndienst ein. Ab 1907 wirkte er als Regierungsbaurat, 1920 erfolgte die Beförderung zum Oberregierungsbaurat und zum Leiter der Betriebsabteilung der Eisenbahndirektion Elberfeld. Zwischen 1924 und 1933 war Baumgarten als Reichsbahndirektor in der Hauptverwaltung der Deutschen Reichsbahn-Gesellschaft in Berlin für die Bearbeitung des Reisezugfahrplans zuständig. Er galt als „wichtiger Repräsentant der Modernisierungsbestrebungen sowie der internationalen Verbindungen“ in der Reichsbahn-Zentrale. Insbesondere entwickelte er für die Reichsbahn das Amtliche Kursbuch, das an die Stelle des von der Reichspost herausgegebenen Reichskursbuchs trat. Ab 1927 erschien das Amtliche Kursbuch in fünf Regionalausgaben, ab 1933 erschien zudem eine reichsweite Ausgabe als „Amtliches Kursbuch für das Reich.“ Die von Baumgarten entwickelte Gestaltung des Kursbuchs ist in Deutschland und anderen Ländern bis in die heutige Zeit für die Gestaltung von Fahrplantabellen maßgeblich geblieben.
Nach der „Machtergreifung“ der Nationalsozialisten im Januar 1933 und dem Inkrafttreten des Gesetzes zur Wiederherstellung des Berufsbeamtentums hätte Baumgarten trotz seiner jüdischen Abstammung auf seinem Posten verbleiben können, da er bereits vor 1914 in den Staatsdienst getreten war und somit unter das sogenannte Frontkämpferprivileg fiel. Allerdings forderten die Nationalsozialisten, unter ihnen der Reichsbahnarchitekt Richard Brademann, von der aufgrund des Dawes-Plans selbständigen und unter internationaler Kontrolle stehenden Reichsbahn die Entfernung jüdischer Beamter. Da der Reichsbahn-Generaldirektor Julius Dorpmüller um seine Position fürchtete, gab er dem Druck nach und entband mehrere Mitglieder der Hauptverwaltung von ihren Aufgaben.
Baumgartens Beurlaubung erfolgte im Sommer 1933, doch konnte er auf Dorpmüllers Wunsch auf den Posten des Direktors des Verkehrs- und Baumuseums im Hamburger Bahnhof wechseln. Ende 1935 wurde Baumgarten aufgrund der Nürnberger Rassegesetzgebung entlassen, 1939 emigrierte er nach London.
Baumgarten verstarb 1951 während eines Aufenthalts in Hamburg.
Anlässlich des 175-jährigen Jubiläums der deutschen Eisenbahnen befasste sich in den Jahren 2010 und 2011 eine Sonderausstellung des Jüdischen Museums Franken unter anderem mit Alfred Baumgarten und der Geschichte des amtlichen Kursbuchs.

## Weblink
- Informationen zu Alfred Baumgarten auf der regionalhistorischen Homepage von Hans-Dieter Arntz, Beitrag vom 11. Juli 2010 (mit Wiedergabe des Nachruf aus: Die Deutsche Bundesbahn 26 (1952), S. 513)